# Tập đoàn quân số 1 (Đức Quốc Xã)
Tập đoàn quân số 1 (tiếng Đức: 1. Armee) là một tập đoàn quân của Đức Quốc xã trong Chiến tranh thế giới thứ hai.

## Lịch sử hoạt động

### 1939
Tập đoàn quân số 1 được thành lập ngày 26 tháng 8 năm 1939 do tướng Erwin von Witzleben làm chỉ huy. Nhiệm vụ đầu tiên của nó là bảo vệ mặt phía tây của Đức đối đầu với lực lượng Đồng Minh tại phòng tuyến Maginot, và trở thành lực lượng chính của Đức trong Chiến dịch tấn công Saar.

### 1940
Trong trận chiến nước Pháp, tập đoàn quân tham gia vào cuộc xâm nhập cuối cùng vào tuyến phòng thủ. Sau khi Pháp đầu hàng, đơn vị đã nhận nhiệm vụ bảo vệ bờ biển Đại Tây Dương của Pháp khỏi các cuộc đổ bộ đường biển cho tới giữa năm 1944.

### 1944
Khi Đồng Minh đổ bộ lên Normandy vào năm 1944, tập đoàn quân đã phải tái tổ chức tại Lorraine sau một cuộc rút lui vội vã cùng với các lực lượng còn lại của Đức khắp nước Pháp vào tháng 8 năm 1944. Trong suốt các trận đánh dọc theo biên giới Đức, tập đoàn quân số 1 cố gắng ngăn chặn Tập đoàn quân số 3 Hoa Kỳ vượt Sông Moselle và chiếm Metz đồng thời giữ phía bắc Dãy núi Vosges khỏi Tập đoàn quân số 7 Hoa Kỳ. Tháng 11 năm 1944, khi cả hai tuyến phòng đều bị phá vỡ, đơn vị rút lui về biên giới Đức và bảo vệ vùng Saarland của Đức, một trung tâm công nghiệp quan trọng.

### 1945
Khi tập đoàn quân số 3 Hoa Kỳ đụng độ với Đức ở phía bắc trong cuộc tấn công Ardennes, Tập đoàn quân số 1 đã tấn công Tập đoàn quân số 7 Hoa Kỳ trong ngày đầu năm mới 1945 trong chiến dịch Nordwind, khiến cho quân Mỹ phải rút lui và gây ra tổn thất đáng kể khi mà tuyến phòng thủ của tập đoàn quân số 7 phải trải dài. Cùng với sự thất bại của chiến dịch Nordwind cuối tháng 1, tập đoàn quân số 1 lần đầu tiên bị đẩy lùi về phòng tuyến Siegfried và sau đó buộc phải rút lui qua sông Rhine khi quân Đồng Minh xâm nhập Đức. Sau cùng, tập đoàn quân số 1 rút lui về sông Danube trước khi đầu hàng gần dãy Alps vào ngày 6 tháng 5 năm 1945.

### Tư lệnh
- Đại tướng (Generaloberst) Erwin von Witzleben (26 tháng 8 năm 1939 – 23 tháng 9 năm 1940)
- Đại tướng Johannes Blaskowitz (24 tháng 9 năm 1940 – 2 tháng 5 năm 1944)
- Thượng tướng Thiết giáp (General der Panzertruppe) Joachim Lemelsen (3 tháng 5 năm 1944 – 3 tháng 6 năm 1944)
- Thượng tướng Bộ binh (General der Infanterie) Kurt von der Chevallerie (4 tháng 6 năm 1944 – 5 tháng 9 năm 1944)
- Thượng tướng Thiết giáp Otto von Knobelsdorff (6 tháng 9 năm 1944 – 29 tháng 11 năm 1944)
- Thượng tướng Bộ binh Hans von Obstfelder (30 tháng 11 năm 1944 – 2 tháng 2 năm 1945)
- Thượng tướng Bộ binh Hermann Foertsch (28 tháng 2 năm 1945 – 4 tháng 5 năm 1945)
- Thượng tướng Kỵ binh (General der Kavallerie) Rudolf Koch-Erpach (6 tháng 5 năm 1945 – 8 tháng 5 năm 1945)

### Tham mưu trưởng
- Thiếu tướng (Generalmajor) Friedrich Mieth (26 tháng 5 năm 1939 - 5 tháng 2 năm 1940)
- Thiếu tướng Carl Hilpert (5 tháng 2 năm 1940 - 25 tháng 9 năm 1940)
- Đại tá (Oberst) Edgar Röhricht (25 tháng 9 năm 1940 - 16 tháng 6 năm 1942) (-> Generalmajor 1 tháng 2 năm 1942)
- Thiếu tướng Anton-Reichard von Mauchenheim genannt Bechtolsheim (16 tháng 6 năm 1942 - 1 tháng 8 năm 1943)
- Đại tá Gerhard Feyerabend (1 tháng 8 năm 1943 - 10 tháng 9 năm 1944) (-> Generalmajor 1 tháng 2 năm 1944)
- Đại tá Willi Mantey (10 tháng 9 năm 1944 - 7 tháng 10 năm 1944)
- Đại tá Walter Reinhard (7 tháng 10 năm 1944 - 20 tháng 2 năm 1945)
- Thiếu tướng Wolf Rüdiger Hauser (20 tháng 2 năm 1945 - 8 tháng 5 năm 1945)

### Bộ tư lệnh phối thuộc
- 26 tháng 8 năm 1939 Cụm tập đoàn quân C
- 27 tháng 9 năm 1940 Cụm tập đoàn quân D
- 13 tháng 5 năm 1944 Cụm tập đoàn quân G
- 12 tháng 8 năm 1944 Cụm tập đoàn quân B
- 8 tháng 9 năm 1944 Cụm tập đoàn quân G

### Order of battle
| Subordinated units | Subordinated units                                              |
| ------------------ | --------------------------------------------------------------- |
| 1939               |                                                                 |
| 9 tháng 9          | Quân đoàn số 9 Quân đoàn số 24 Quân đoàn số 12                  |
| 1940               |                                                                 |
| 10 tháng 5         | Quân đoàn số 12 Quân đoàn số 24 Quân đoàn số 30 Quân đoàn số 37 |